# シュウォッチ

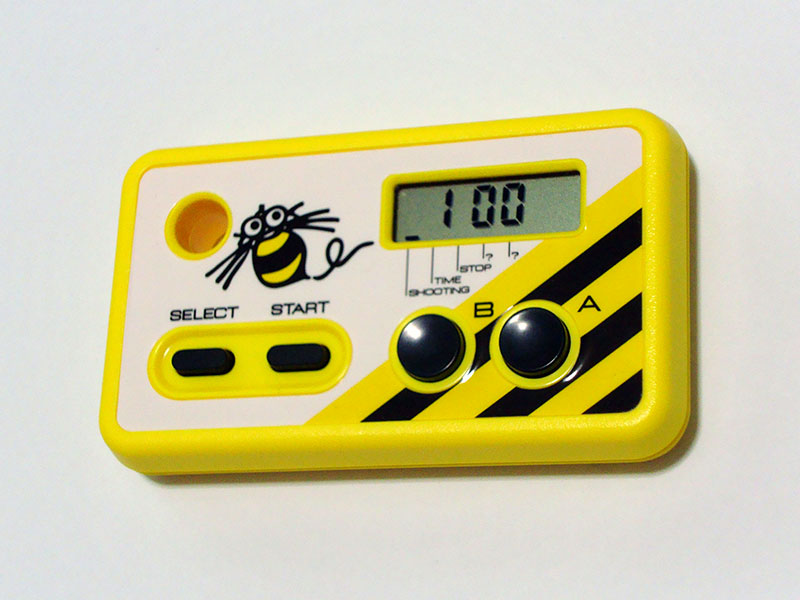
シュウォッチ
（画像は2008年に発売された復刻版）

シュウォッチは、ファミコンが大ブームだった1987年にハドソンから発売された連射能力測定機能付きの時計。ネーミングは「シューティングウォッチ」の略称である。3つのバージョンが発売されており、3種の累計で100万個ほどが販売された。
当時、『スターソルジャー』などに代表されるハドソンのシューティングゲームや、「1秒間16連射」で人気を集めた同社社員でもある高橋名人の人気の影響により、小中学生の間で高速連射（ボタン連打）を練習するのが流行しており、そんな時代ならではの玩具と言える。
2006年に開催されたハドソン主催のゲーム大会「ハドソン全国キャラバン '06」ではシュウォッチ連射大会も行われた。
2007年7月には1万個限定で復刻版を発売することを発表。一時予約を受け付けたが、その後製品の十分な品質が確保できないとの理由により一旦発売中止と予約の全キャンセルを発表。製品の再設計を行い、2008年9月に個数限定で先行発売、12月18日に一般発売された。2020年11月にコロコロアニキ限定で復刻。

## バリエーション

### シリーズ製品
シュウォッチ
初期型。A・B・SELECT・STARTのボタンを持つ、ファミコンのコントローラと似た形状で、黄色の本体にハドソンのマスコット・ハチスケをあしらっている。
ディズニーのミッキーマウスとミニーマウスの絵柄が入った第一生命バージョンも存在する。当然通常の製品より数も少なく現在では入手困難とされている。
シュウォッチプロ
形状は同じだが、ボタン名称がPCエンジン準拠になっている（I・II・SELECT・RUNボタン）。
スーパーシューティングウォッチ
1992年9月発売、小売価格は2480円。スーパーファミコン準拠のデザインになっており、ボタンも4個（A・B・X・Yボタン）装備されている。「UFOゲーム」の他、隠し機能としてサイコロゲームとスロットゲームも遊べる。
シュウォッチ（復刻版）
形状と搭載されている機能は初期型と同じ。裏面にリセットボタンとボタン型電池交換用の蓋が追加された点が初期型と異なる。またシュウォッチプロのフェイスプレートステッカーが付属する。
シュウォッチ アニキ限定版
コロコロアニキ限定通販。基本内容は復刻版と同じで、ハチスケマークの代わりにコロコロマーク「コロドラゴン」と高橋名人の似顔絵がプリントされている。

### 他社から発売された派生製品
カプセルシュウォッチ
YUJINから発売されたカプセルトイ。外形色とフェイスプレートのデザインが異なる5種類のバリエーションがある。本家シュウォッチをカプセルトイ向けに小型化したもので、連射測定機能と時計が搭載されている。本家に入っているストップウォッチと隠し機能はない。

## 機能一覧

### 全機種に搭載
連射測定機能
10秒間にボタンを押した回数を測定する。最多回数が記録される。
時計
24時間表示の時計。
ストップウォッチ
カウントアップのみ。ラップタイムも取れる。

### 初期型に搭載
サイコロゲーム
1〜6までの数字が3つ回転するのを止めるゲーム。連射測定機能で62発を出すと出現。
スロットゲーム
1〜9までの数字が4つ回転するのを止めるゲーム。連射測定機能で160発以上を出すと出現。
鉛筆立て
左上にある通称、不思議な穴。鉛筆を入れてスタンドにする。

### シュウォッチプロに搭載
いい加減時計
時刻が15分単位で「○○:○○ コロ（頃）」としか表示されなくなる。

### スーパーシューティングウォッチに搭載
UFOゲーム
往年のゲーム電卓に搭載されていた数字合わせシューティングゲーム。
カウント
指定した時間のカウントダウンを行う。
サイコロゲーム、スロットゲーム、いい加減時計は隠し機能（裏技）となっていた。

## 移植など
エミュレート（再現）された公式移植を記述。基本的には初期型を再現している。内部的なプログラムだけでなく、外見も初期型に近い形で再現されているが、機能制限や追加など、実物と仕様が同じなわけではない。
ハドソンセレクション Vol.4 高橋名人の冒険島
ゲームキューブ 2003年12月18日発売
ゲーム内ギフトボックスのおまけとして登場する。3Dモデリングされ外見もかなり再現されている。
ハドソンベストコレクション Vol.1〜Vol.6（全作品）
ゲームボーイアドバンス 2005年12月22日（Vol.1〜4）、2006年1月19日（Vol.5、6）発売
タイトル画面で毎回『ある操作』をすると隠しゲームとして遊べる。シューティングモードのみ収録。ボタンを押したままの状態でも他ボタンのカウントをしてくれる（例えばAを押したままBを押しても反応してくれる。ただしABボタンを同時に押下した場合は1カウントとみなされる）、GBA（SP含む）本体のボタンが非常に連打に向いている、実物同様携帯性に優れるなどの理由で一部で評価が高い。
連射測定器付時計 シューティングウォッチ
iPhone App 2009年4月3日配信
全てのモードが再現されている（時計機能については本体システム時計と同期）。さらにこのアプリだけの特別なおまけ「TRIXモード（シークレット:3）」が存在する。シークレット1と2の出し方は初期型と同様。
あぁあの懐かしのシュウォッチ
ニンテンドーDS（DSiウェア専用 ダウンロード販売） 2010年4月28日配信開始
初期型全ての機能を収録しつつ（一部モードの内容に変更あり）、折線グラフで測定出来る様になっているなど、様々な機能やモードが追加された。ランキングは4位まで記録されるが、初期状態で高橋名人の160回があらかじめ1位に記録されている。ハドソンがリリースしたファミコンソフトのお馴染みのBGMも収録されている。